# Tight A$
Tight A$ är en sång av John Lennon, utgiven 1973 på albumet Mind Games. Låten spelades ursprungligen in under våren 1973. Lennon använde senare samma gitarriff till Beef Jerky.